# Jason Gedrick
Jason Gedrick (geboren als Jason Michael Gedroic, Chicago, 7 februari 1965) is een Amerikaans acteur. Hij is onder andere bekend van zijn rollen in de series Murder One en Boomtown.

## Carrière
Gedrick begon zijn carrière als figurant in films als Bad Boys (1983) en Risky Business (1983). Na rollen in The Heavenly Kid (1985), Iron Eagle (1986), Iron Eagle II (1988, niet op de aftiteling vermeld), Born on the Fourth of July (1989) en Backdraft (1991) speelde Gedrick mee in de televisieseries Class of '96 (1993) en Sweet Justice (1994).
In 1994 speelde Gedrick mee in de film The Force met Yasmine Bleeth en Kim Delaney.
Gedricks grote doorbraak kwam in 1995 met Steven Bochco’s innovatieve serie Murder One. In de serie speelde Gedrick het personage Neil Avedon. De serie was een groot succes. Gedrick stopte na het eerste seizoen met de serie.
Gedrick nam hierna rollen aan in de series EZ Streets (1996), Falcone (2000) en The Beast (2001). Geen van deze series was echt succesvol. In 1999 had hij een gastrol in Ally McBeal. In 1997 speelde hij mee in de miniserie The Last Don en het vervolg, The Last Don II.
In 2002 nam Gerdrick een rol in de serie Boomtown. Deze serie was redelijk succesvol, maar werd na twee seizoenen stopgezet. In 2003 speelde Gedrick Andrew Luster in een film over diens rechtszaak, A Date with Darkness.
In 2006 kreeg Gedrick een rol in de serie Windfall. Verder speelde hij mee in seizoen 3 en 4 van Desperate Housewives.

## Privéleven
Gedrick was van 1989 tot 1997 getrouwd met Dana Lavas. Hij heeft drie zonen: Jian (1991), Garrett (1993) en Ty (1995). Hij heeft een broer genaamd Joel en een zus genaamd Dawne.

## Filmografie
- Major Crimes (2012-2018) - Det. Mark Hickman (2016-2017)
- Shooter (2016-2018) - Officer Timmons (2016)
- Beauty & the Beast (2012-2016) - Liam (2015)
- Bosch (2014-2021) - Raynard Waits (2015)
- Dexter (2006-2013) - George Novikov (2012)
- Luck (2011-2012) - Jerry (2011-2012)
- Necessary Roughness (2011-2013) - J.D. Aldridge (2011)
- Desperate Housewives (2004-2012) - Rick Coletti (2007)
- Lincoln Heights (2007-2009) - Joey Mulaney (2007)
- Ghost Whisperer (2005-2010) - Jesse Sutton (2006)
- Supernatural (2005-2020) - Peter Sheridan (2006)
- Windfall (2006) - Cameron Walsh (2006)
- Crossing Jordan (2001-2007) - Eli Graham (2005)
- LAX (2004-2005) - Gavin (2004-2005)
- North Shore (2004-2005) - Clayton Kellogg (2004)
- Boomtown (2002-2003) - Tom Turcotte (2002-2003)
- A Date with Darkness (2003) - Andrew Luster (2003)
- The Outer Limits (1995-2002) - Kelvin Parkhurst (2002)
- Ally McBeal (1997-2002) - Joel (1999)
- EZ Streets (1996-1997) - Danny Riley (1996)
- Murder One (1995-1997) - Neil Avedon (1995-1996)
- Sweet Justice (1994-1995) - Bailey Connors (1994-1995)
- Class of '96 (1993) - David Morrisey (1993)